# Хитуов, Тарас Кикбаевич
Тарас Кикбаевич Хитуов (каз. Тарас Киікбайұлы Хитуов; 4 февраля 1964, Форт-Шевченко — 21 июня 2021, Нур-Султан) — советский и казахстанский промышленный и государственный деятель. Депутат Мажилиса Парламента Республики Казахстан 6-го созыва (2016—2021). Член Комитета по экономической реформе и региональному развитию Мажилиса Парламента Республики Казахстан, член партии «Нұр Отан». С 20 февраля 2021 года — омбудсмен АО НК «КазМунайГаз». Мастер спорта СССР по боксу.

## Биография
Родился 4 февраля 1964 года в городе Форт-Шевченко Гурьевской области Казахской ССР, ныне — Мангистауской области Казахстана.
Окончил Казахский политехнический институт имени Ленина (ныне Казахский национальный технический университет имени К. И. Сатпаева) по специальности инженера-механика. В студенческие годы занимался боксом, став мастером спорта СССР (тренер Александр Драч).
Трудовую деятельность начал в 1986 года слесарем по ремонту аппаратурного оборудования завода пластмасс города Шевченко. В 1988—1990 годах работал мастером смены и ведущим инженером отдела технического надзора завода.
В 1990—1991 годах — технолог ТОО «Акжол» (Шевченко), в 1991—1993 годах — менеджер бизнес-центра «Мангистау» (Мангистау). С 2000 по 2001 год — заместитель начальника цеха Павлодарского нефтехимического завода.
В 2002—2003 годах Тарас Хитуов был заместителем акима города Актау Мангистауской области; в 2003—2004 годах — аким Тупкараганского района Мангистауской области. С 2004 по 2008 год — начальник Управления физкультуры и спорта Мангистауской области, а с 2008 по 2010 год — заместитель акима города Актау.
В 2010—2012 годах — управляющий директор по социальной политике и персоналу АО «РД „КазМунайГаз“» (Астана); в 2012 году — заместитель по общим вопросам АО «Озенмунайгаз» города Жанаозен Мангистауской области. В 2011 году стал свидетелем и потерпевшим событий на предприятии «ОзенМунайГаз».
С 2012 года работал в Актау вице-президентом по кадровым и административным вопросам АО «Каражанбасмунай» (по 2015 год) и руководителем аппарата АО «Каражанбасмунай» (2015—2016 годы).
С 24 марта 2016 года Тарас Кикбаевич Хитуов являлся депутатом Мажилиса Парламента Республики Казахстан VI созыва, членом Комитета по экономической реформе и региональному развитию.
На партийной работе находился в 2003—2004 годах (возглавлял первичную партийную организацию Тупкараганского района Мангистауской области) и в 2008—2010 годах (возглавлял первичную партийную организацию города Актау).
Умер 21 июня 2021 года.

## Партийная принадлежность
С 2003—2004 гг. возглавлял первичную партийную организацию Тупкараганского района Мангистауской области
С 2008 по 2010 год возглавлял первичную партийную организацию в г. Актау

## Выборные должности, депутатство
Кандидат в депутаты Мажилиса Парламента Республики Казахстан по партийному списку партии «Нур Отан» (03.02.2016).
С 24 марта 2016 года — депутат Мажилиса Парламента Республики Казахстан VI созыва, член Комитета по экономической реформе и региональному развитию, член партии «Нұр Отан».

## Награды
- Награждён Почётной грамотой акима Мангистауской области, юбилейной медалью в честь 50-летия города Актау, медалью за вклад и организацию работы с ветеранами войны в Афганистане.
- Медаль «25 лет независимости Республики Казахстан»
- Медаль «20 лет Астане»
- Медаль «Ерең еңбегі үшін» (12.2019)
- Почётная грамота акима Мангистауской области; юбилейная медалью в честь 50-летия города Актау
- Медаль за вклад и организацию работы с ветеранами войны в Афганистане[4].

## Семья
Был женат, имел троих детей и внука.